# Куприянов, Сергей Алексеевич
Сергей Куприянов (8 января 1928, Москва, РСФСР — 16  января 2017, Москва, Российская Федерация) — советский и российский художник, народный художник Российской Федерации (2007).

## Биография
Родился в семье художника Алексея Куприянова, его брат — кинооператор Георгий Куприянов. В годы Великой Отечественной войны с 1941 по 1943 г. находился в эвакуации в Ухте.
Первые уроки живописи получил у отца художника А. П. Куприянова (1896—1939). В 1948 г. окончил Московскую среднюю художественную школу (МСХШ), в 1954 г. — факультет графики Московский художественный институт им. В.И. Сурикова. 
Член Союза художников СССР (с 1962 г.).
Работал в издательствах: «Детгиз» (1954—1956), «Малыш», «Молодая гвардия», «Советская Россия», «Просвещение» (1956—1991). Автор иллюстраций к книгам А. П. Чехова, Л.Н.Толстого, В. М. Шукшина, В. П. Астафьева, В. В. Бианки, Е.Чарушина, Г. Снегирёва, И. Соколов-Микитов; иллюстратор книги В. Солоухина «Владимирские проселки». Также создавал рисунки для конвертов. Для творчества художника характерно жанровое разнообразие: пейзаж, натюрморт в технике акварели, пастели, масляной живописи. Значимая часть его работ посвящена родному Замоскворечью.
Среди станковых произведений: «Весенние кружева», «Отговорила роща золотая», «Река вскрылась», "9мая "(2001), натюрморты «Золотые шары»(2008), «Подсолнухи», «Белые пионы», «Ордынка. Марфо-Мариинская обитель», «Болотная площадь», «Утро на Ордынке»(1951), «Улица Островского», «церкви Преображения в Переделкине» (1988). Автор полотен-символов: «Все проходит», «О прошлом», «Сердце России». Работы представлены в музейных собраниях России и частных зарубежных коллекциях Австрии, Испании, США, Финляндии, Германии, Японии.
Член-корреспондент РАХ.
Умер в 2017 году. Похоронен на Новодевичьем кладбище
В 2013 году в кинокомпании "СтудиОль"  о Сергее Алексеевиче Куприянове снят документальный фильм "Тихая моя Россия", режиссер Ольга Чекалина.

## Награды и звания
- Народный художник Российской Федерации (2007)[2].
- Заслуженный художник Российской Федерации (1995)[3].